# Сачікобаво
Сачікобаво (груз. საჩიქობავო) — село в Грузії.
За даними перепису населення 2014 року в селі проживає 40 осіб.